# Renault Primastella
Der Renault Primastella war ein Personenkraftwagenmodell der Zwischenkriegszeit von Renault. Die Typencode lautete Type PG.

## Beschreibung
Renault präsentierte die erste Ausführung dieses Modells im Oktober 1931 auf dem Pariser Automobilsalon. Das Modell stellte eine Variante des Renault Vivastella Type PG 5 dar. 1933 endete die Produktion ohne Nachfolger.
Der wassergekühlte Sechszylindermotor mit 75 mm Bohrung und 120 mm Hub hatte 3181 cm³ Hubraum. Die Motorleistung wurde über eine Kardanwelle an die Hinterachse geleitet. Der Kühler war vor dem Motor platziert. 

### Type PG 6
In den Seiten der Motorhaube befanden sich zunächst senkrechte Lüftungsschlitze, die im Zuge von Modellpflege durch Lüftungsklappen ersetzt wurden. Die vordere Stoßstange bestand aus zwei Rohren. Der Radstand maß 289,3 cm. Die Fahrzeuge waren 414 cm lang und 174 cm breit. Zur Wahl standen zwei- und viertürige Limousine, Coupé, Roadster und Cabriolet.

### Type PG 8
Im Oktober 1932 folgte diese Ausführung. Die Motorleistung war mit 65 PS angegeben. In den Seiten der Motorhaube waren vier gleich große Lüftungsklappen. Die vordere Stoßstange war einteilig und gerade. Angeboten wurden zwei- und viertürige Limousine, Cabriolet und Roadster. Anfang 1933 ergänzte die Version S.A. mit anderer Motoraufhängung das Sortiment.

### Type PG 10
Diese Ausführung vom Oktober 1933 ist an den vier ungleich großen Lüftungsklappen in den Seiten der Motorhaube und der in der Mitte nach unten gebogenen Stoßstange zu erkennen. Überliefert sind die gleichen Karosserieversionen wie zuvor. Bei einem Radstand von 295 cm waren die Fahrzeuge 425 cm lang und 180 cm breit.

## Einstufung im französischen Steuer- und Versicherungssystem
Der Wagen war als 16 CV eingestuft.